# Бресс
46°25′00″ пн. ш. 5°15′00″ сх. д. / 46.41666667° пн. ш. 5.25° сх. д.
Бресс (фр. вимова: [bʁɛs] ( прослухати)) — французька історична провінція. Розташовувалась у регіонах Овернь-Рона-Альпи та Бургундія-Франш-Конте на сході Франції. Географічний термін «Бресс» має два значення: «Бресс-бургінон» (або «Луанез»), який розташований на сході департаменту Сона і Луара, і «Бресс», який розташований у департаменті Ен. Відповідний прикметник брессанський.
Бресс простягається від Домб на півдні до річки Ду на півночі та від Сони на схід до гір Юра, розміром близько 97 кілометрів у першому та 20 кідлметрів в останньому напрямку. Це рівнина висотою від 180—240 метрів над рівнем моря, з невеликими підвищеннями та невеликим нахилом на захід. Вересники й переліски чергуються з пасовищами й орними землями; басейнів і боліт багато, особливо на півночі. Його головні річки — Вейле, Рейсуз і Сей, усі притоки Сони. Ґрунт — гравійно-глинистий, але помірно родючий, переважно розводять худобу. Однак цей регіон особливо відомий своєю птицею.

## Історія
Назва регіону походить від галло-римського імені Bricius (Brice).

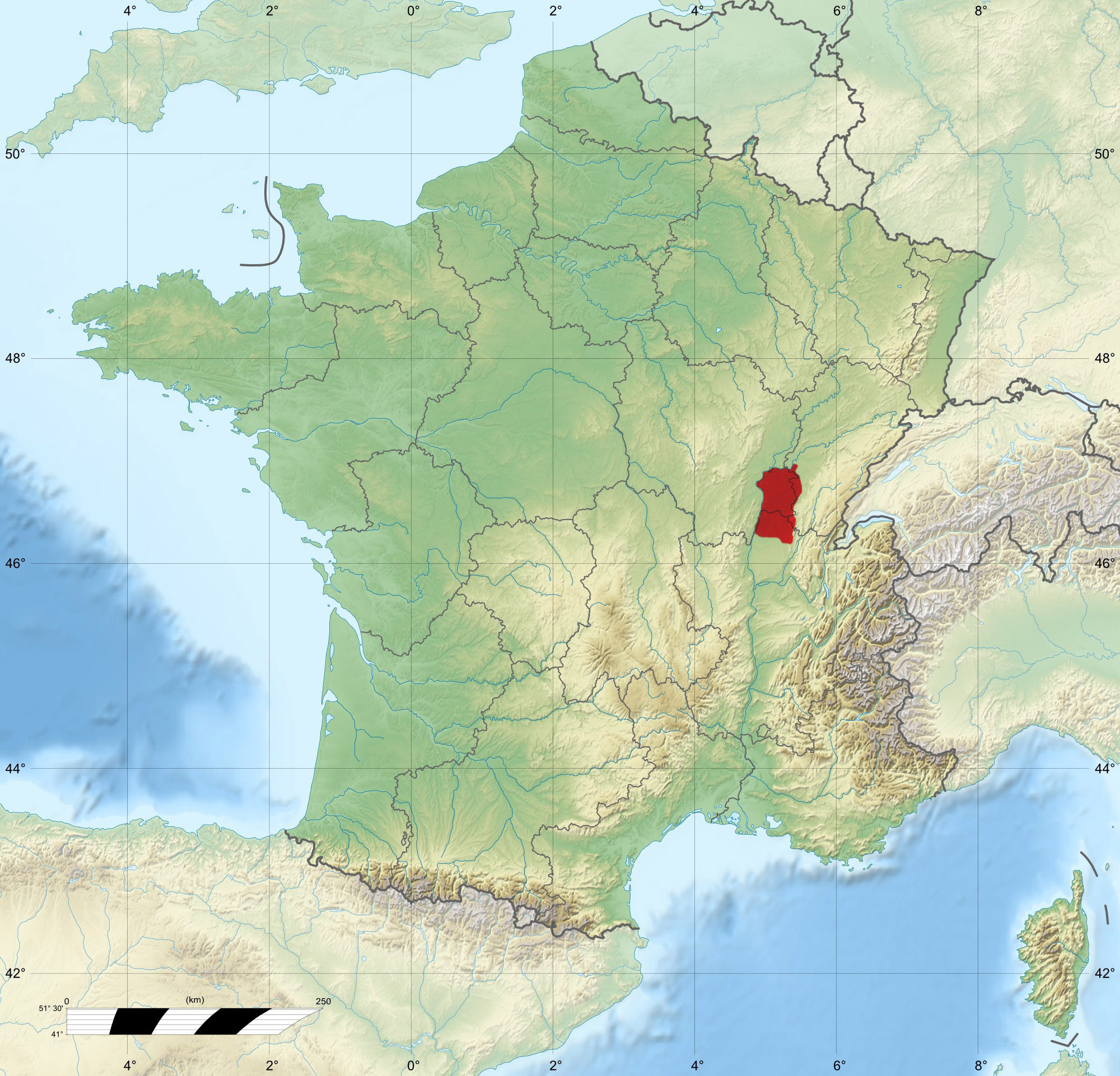
Карта Франції з Брессом, затіненим червоним

У середні віки Брессе належав лордам Баже, від яких він перейшов до Савойського дому в 1272 році. Лише в першій половині 15-го століття провінція зі столицею в місті Бур була заснована як така. У 1601 році він був переданий Франції згідно з Ліонським договором, після чого він утворив (разом з провінцією Буже/Бюже) спочатку окремий уряд, а пізніше частину уряду Бургундії.
Спочатку Баже був головним містом провінції. Але його розташування поблизу кордонів Франції сприяло появі Бург-ан-Бресса, який став столицею. Провінція була забажана королем Франції, який хотів збільшити свою територію. Рівнинну природу Бресса було важко захистити. Нарешті володарі Савойї (Savouè) погодилися переселитися в альпійську частину герцогства та відмовитися від Бресса та Бюжі в обмін на Шато-Дофін у П'ємонті.